# Adencyrtus callainus
Adencyrtus callainus är en stekelart som beskrevs av Prinsloo 1977. Adencyrtus callainus ingår i släktet Adencyrtus och familjen sköldlussteklar.
Artens utbredningsområde är Namibia. Inga underarter finns listade i Catalogue of Life.